# (2183) Neufang
(2183) Neufang est un astéroïde de la ceinture principale.

## Description
(2183) Neufang est un astéroïde de la ceinture principale. Il fut découvert le 26 juillet 1959 à Bloemfontein par Cuno Hoffmeister. Il présente une orbite caractérisée par un demi-grand axe de 2,99 UA, une excentricité de 0,38 et une inclinaison de 18,1° par rapport à l'écliptique.

## Compléments